# Fővárosi Patyolat Vállalat
A Fővárosi Patyolat Vállalat (népszerű nevén: Patyolat) tanácsi vállalat volt, amelyet 1952-ben alapítottak, ruhatisztítás és vegytisztítás tevékenységi körrel. A »Fővárosi« nemcsak a működési területét jelezte, hanem azt is, hogy a Fővárosi Tanács Végrehajtó Bizottsága felügyelete alatt állt. Fénykorában több mint 200 üzlete volt.
A Vállalat jogelődje a hattyúemblémával a Hattyú Gőzmosoda volt, amelyet 1922-ben alapítottak Dr. Lázár és Társai és a központi telephelye a budapesti VII. kerületi Klauzál utca-Dohány utca sarkán álló épület volt. A Hattyú Gőzmosoda 1944-ben a budapesti központi gettó területébe került, ahol a német megszállás alatt a német tábori kórháznak végeztek fehérnemű-, ágynemű- és kötszermosást, -fertőtlenítést, valamint katonaruhák, tiszti katonai öltözetek tisztítását. A háború után az államosított Hattyú Gőzmosoda volt a szervezendő Patyolat vállalat kiinduló bázisa, az emblémát is innen vették.

## A patyolat szó eredete
A patyolat főnév eredetileg nagyon finom fonálból készült, ritka szövésű vászonszövetet jelentett, de később „finom, makulátlan, tiszta” jelentéssel melléknévvé vált.

## A vállalat tevékenysége
A két világháború között az előkelő és a módosabb polgári családok mosónőkkel végeztették el a mosást. Mivel a létező szocializmusban teljes foglalkoztatottságot akartak elérni, a nők túlnyomó része is 8 órás állást vállalt. Mivel a háztartások gépesítése csak az 1960-as években fejlődött, a dolgozó nők a család ruháit nem otthon mosták (a világháború után épült házakban mosókonyha általában nem is volt, viszont sok volt a szoba-konyhás lakás, ahol még a teregetésre sem volt hely), hanem a Patyolatba vitték. A vegytisztítás területén a vállalat soha nem volt monopolhelyzetben, mert a világháború után is folyamatosan működtek „maszek” vegytisztítók.

## A rendszerváltás után
Már az 1980-as években, de főleg a rendszerváltás után a vállalat tevékenységére való igény rohamosan csökkent. Végül a vállalatot 1995-ben (?) megszüntették.

## A Patyolat védjegy
A vállalat védjegye hattyút ábrázolt. A „Patyolat” védjegy jelenleg a Harmat Textiltisztító Kft. nevén áll.

## Külső hivatkozás
- Patyolat
- Az Oriontól a Közértig